# 消毒薬
消毒薬（しょうどくやく、英: disinfectants）は、化学的機序により微生物やウイルスを死滅させ、感染力を失わせることを目的として使用される薬物の総称。なお、高水準消毒剤以外は、滅菌はできない。消毒薬の効果は濃度、温度、pH、有機物の有無、微生物の感受性、併用による相乗などの種々の要因により変化する。例えば、一般に消毒薬の温度が10°C上昇すれば、消毒に要する時間は1/2となる。

## 分類
消毒薬は、薬剤の効能により以下のように分類される。
- 高水準消毒剤（芽胞が多数存在する場合を除きすべての微生物を死滅させる）
  - グルタルアルデヒド（グルタラール）
  - オルトフタルアルデヒド（フタラール）
  - 過酢酸
- 中水準消毒剤 （結核菌、栄養型細菌、ほとんどのウイルス・真菌を殺滅するが必ずしも芽胞を殺滅しない）
  - ポビドンヨード
  - エタノール
- 低水準消毒剤（ほとんどの栄養型細菌、いくつかのウイルス・真菌を殺滅する。結核菌や緑膿菌など感作が弱い菌種もある）
  - グルコン酸クロルヘキシジン
  - 塩化ベンザルコニウム（逆性石鹸）
  - 両性界面活性剤

それぞれの薬剤により有効となる微生物、ウイルスが異なる。また使用される部位や、器具にも違いがある。
古くは法定消毒薬として法令（伝染病予防法施行令第3条、同法施行規則第24条1〜7項）に以下の9種類があげられていた。
- フェノール（石炭酸水）
- クレゾール水
- 塩化第二水銀（昇汞水）
- カ製石灰（酸化カルシウム（生石灰））
- 次亜塩素酸カルシウム（さらし粉）
- 次亜塩素酸ナトリウム
- ホルマリン
- ホルムアルデヒド

そして法定消毒薬と同等以上の効力を持っている消毒薬を代用消毒薬と言う。
現行法（感染症の予防及び感染症の患者に対する医療に関する法律）では、技術的な進歩を反映させる意味合いもあり、こうした法定上の指定制度はなくなった。

## 消毒薬をめぐる出来事

### アメリカ大統領の注射発言
2020年4月23日、2019新型コロナウイルスの感染が拡大する中、ドナルド・トランプ大統領は定例会見で、感染患者の体内に消毒液を注射したりする治療はどうかと述べて物議を醸した。消毒液の注射は、命を危険にさらすナンセンスな話ではあったが、州当局や消毒液メーカーは国民に家庭用洗剤などを治療目的に使わないよう呼び掛けるなどの対応を余儀なくされた。このためデボラ・バークス新型コロナウイルス対策調整官は、大統領は頭の中で考えていることを口に出しただけだと改めて主張、事態の収拾に追われることとなった。